# Capilla de San Basilio

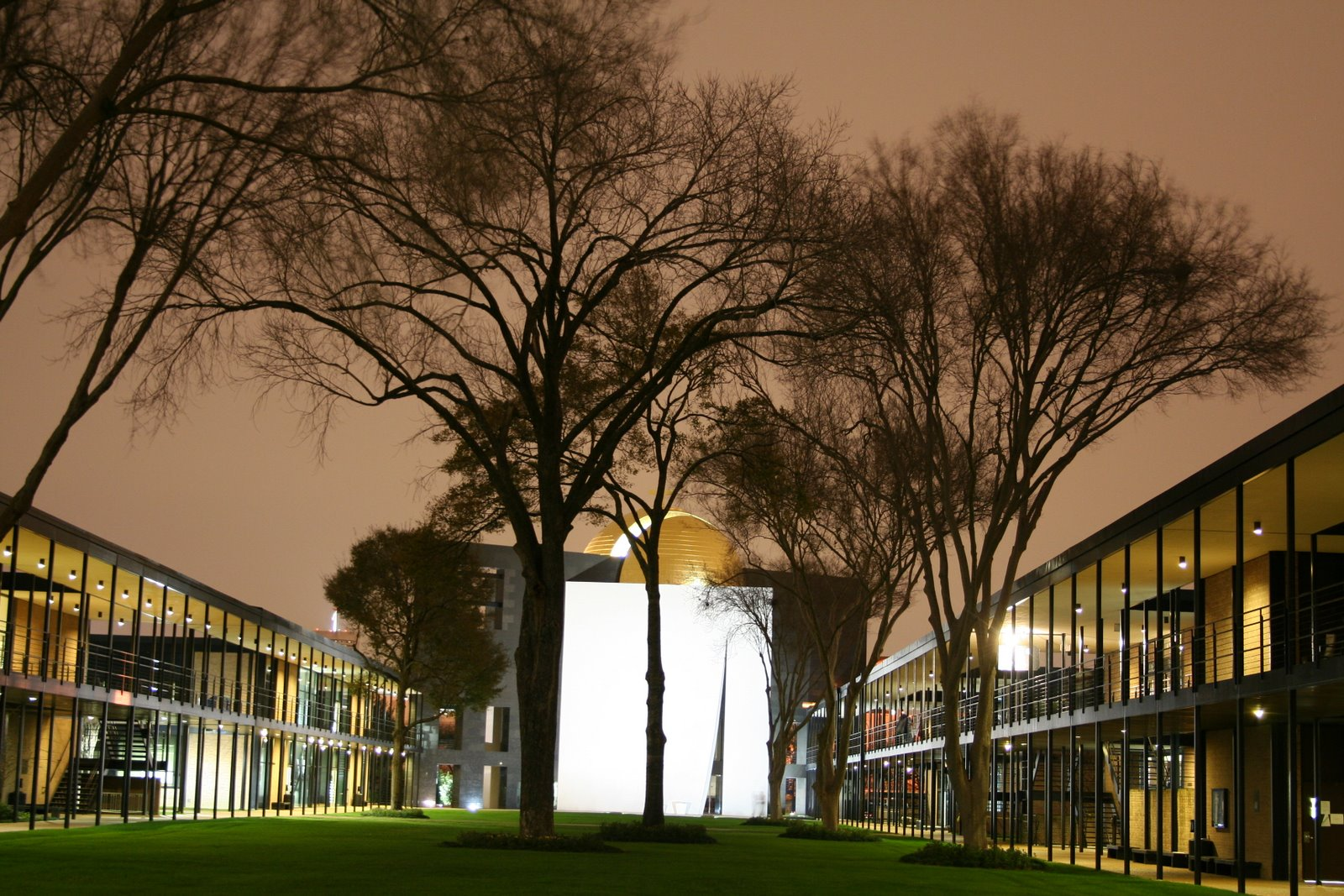
La capilla de San Basilio en el centro académico en la Universidad de St. Thomas

La Capilla de San Basilio (en inglés: Chapel of St. Basil) es una capilla en el campus de la Universidad de St. Thomas en Houston, Texas, al sur de Estados Unidos diseñada por Philip Johnson.
La Capilla de San Basilio se encuentra en el extremo norte de la Universidad. El espacio que la rodea en sí es una serie de edificios que representan diferentes disciplinas académicas y las diversas formas de la actividad académica. Los edificios se encuentran frente a frente entre sí y están abiertos a los demás, lo que indica la interdependencia de todos los esfuerzos académicos.